# Mañaria

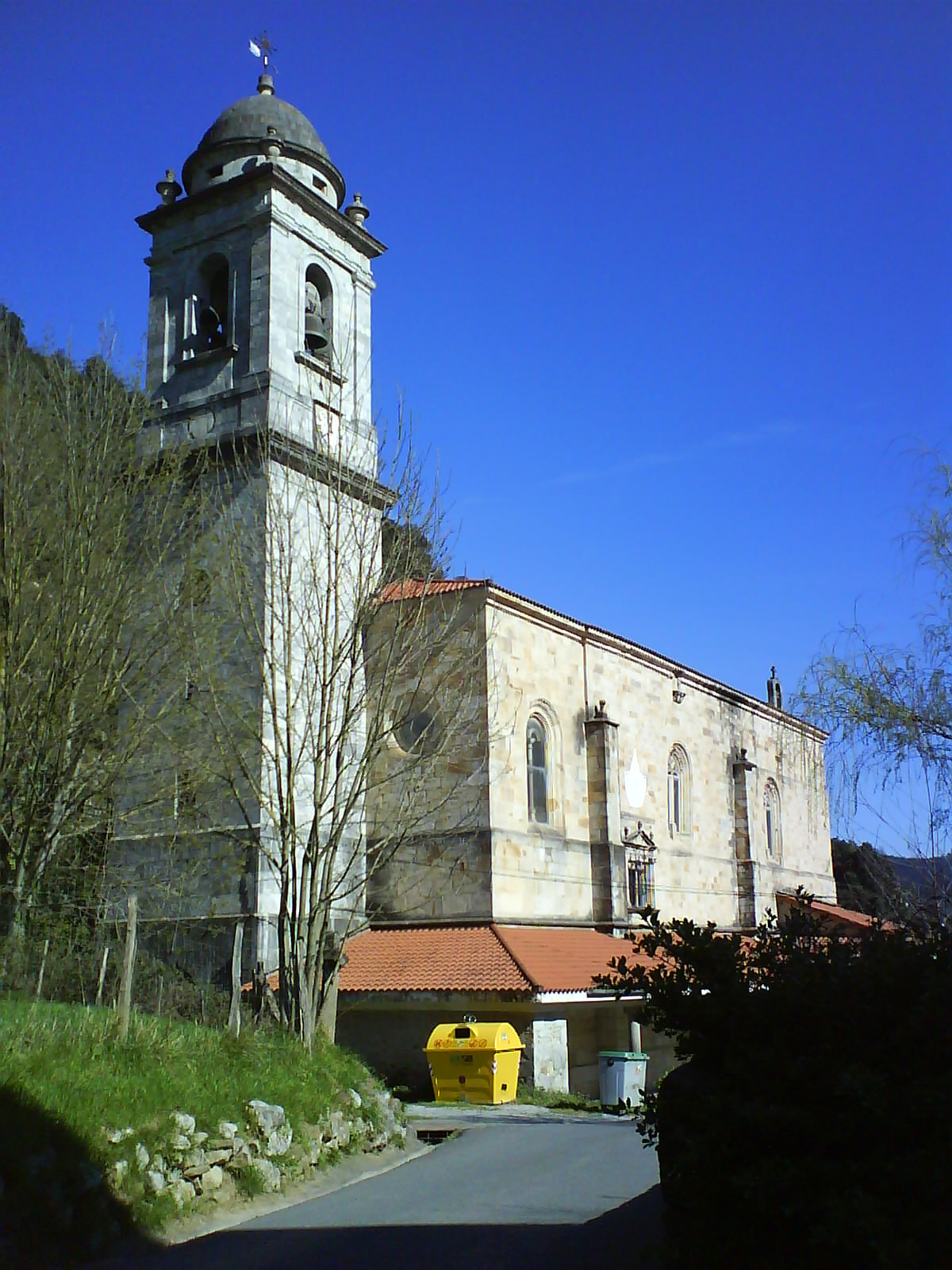
Kirche Santa Maria

Mañaria (spanisch und baskisch) ist ein Dorf und ein Municipio in der spanischen Provinz Bizkaia der Autonomen Gemeinschaft Baskenland in der Comarca Durangaldea (Duranguesado). Mañaria hat 531 Einwohner (Stand: 2024).

## Lage
Mañaria liegt unterhalb der Bergkette Mugarra westlich des Berges Untzillaitz. Im Talgrund des Flusses Mañaria, der im Hafen von Urquiola mündet, ist es flankiert durch den imposanten Arrietabaso und den markanten Saibigain. Die Straße BI-623, die Durango mit Vitoria verbindet, steigt vom Hafen Urkiola zwischen hohen Kalkstein-Wänden an und passiert zur Rechten die Atzarte-Schlucht, bevor sie auf der alten Route zwischen Durango und der Meseta weiterführt.
72,75 % der Gemeindefläche liegen im Parque Natural de Urkiola, der allerdings durch Auswirkungen des Bergbaus beeinträchtigt wird.
Mañaria grenzt an die folgenden Municipios: im Norden an Izurza und Durango, im Westen an Dima und im Osten an Abadiano.

## Prähistorische Funde
Im Jahr 2011 wurden in einer Höhle Felszeichnungen aus dem Paläolithikum entdeckt, deren Alter auf 25.000 Jahre geschätzt wird.

## Einwohnerentwicklung
| 1897 | 1900 | 1910 | 1920 | 1930 | 1940 | 1950 | 1960 | 1970 | 1981 | 1991 | 2001 | 2006 | 2010 |
| ---- | ---- | ---- | ---- | ---- | ---- | ---- | ---- | ---- | ---- | ---- | ---- | ---- | ---- |
| 629  | 681  | 679  | 648  | 657  | 654  | 686  | 724  | 677  | 563  | 504  | 453  | 459  | 519  |

## Wirtschaft
Die Gesteinsschichten der Sierras Amboto und Aramotz enthalten reichhaltige Erz-Lagerstätten und beförderten den Bergbau. Abgebaut wird unter anderem Eisen, aber auch Ocker, Graphit und Marmor.

## Persönlichkeiten
- Julián Gorospe (* 1960), Radrennfahrer